# Domenico Gabrielli
Domenico Gabrielli, auch Gabrieli (* 15. April 1651 in Bologna; † 10. Juli 1690 ebenda), war ein italienischer Cellist und Komponist des Barock.

## Leben
Domenico Gabrielli erhielt seine Ausbildung in Venedig bei Giovanni Legrenzi und Cello erlernte er bei Petronio Franceschini. Domenico Gabrielli wirkte von 1680 bis zu seinem Ableben in seiner Heimatstadt als Cellist in der capella musicale di San Petronio, nur kurz unterbrochen von einer Dienstzeit am Hof von Modena (1687 bis 1688). Während mehrerer Jahre war er der „Principe“ der angesehenen Accademia Filarmonica in Bologna. Wegen seines ausgezeichneten Cellospiels wurde er „Minghino dal Violoncello“ genannt (Minghino ist im Bologneser Dialekt die Verniedlichung von Domenico).
Gabrielli schuf etwa zehn Opern und vier Oratorien sowie verschiedene andere Werke. Er war der Erste, der Kompositionen für Violoncello solo verfasste (Ricercari per violoncello) und schuf daneben noch Sonaten für Cello und Basso continuo, die zu den ersten ihrer Gattung gehören, sowie Werke für Violine und Violoncello.

## Werke

### Opern
- Flavio Cuniberto (Dramma per Musica, Libretto: Matteo Noris, 1682, Venedig)
- Il Cleobulo (Dramma per Musica, Libretto: Giovanni Battista Neri, 1683, Bologna)
- Il Gige in Lidia (Dramma per Musica, Libretto: Giovanni Battista Neri, 1683, Bologna)
- Teodora Augusta (Dramma per Musica, Libretto: Adriano Morselli, 1685, Venedig)
- Clearco in Negroponte (Dramma per Musica, Libretto: Antonio Arcoleo, 1685, Venedig)
- Rodoaldo, re d’Italia (Dramma per Musica, Libretto: Tommaso Stanzani, 1685, Venedig)
- Le generose gare tra Cesare e Pompeo (Dramma per Musica, Libretto: Rinaldo Cialli, 1686, Venedig)
- Il Mauritio (Dramma per Musica, Libretto: Adriano Morselli, 1686, Venedig, und 1688, Modena)
- Il Gordiano (Dramma per Musica, Libretto: Adriano Morselli, 1688, Venedig)
- Carlo il grande (Dramma per Musica, Libretto: Adriano Morselli, 1688, Venedig)
- Flavio Cuniberto (Dramma per Musica, Libretto: Matteo Noris, 1688, Modena)
- Silvo, re degli Albani (Melodramma, Libretto: Pietro d’Averara, 1689, Turin)

### Oratorien
- San Sigismondo, re di Borgogna (Libretto: D. Bernardoni, 1687, Bologna)
- Elia sacrificante (Libretto: P. P. Sita, 1688, Bologna)
- Il martirio di Santa Felicita (Libretto: Francesco Sacrati, 1689, Modena)
- Il battesimo di Carlo, antico imperatore il Magno (1718, Lucca, verschollen)

### Instrumentalwerke
- Op. 1: Balletti, gighe, correnti, alemande e sarabande für Violine und Violone mit einer zweiten Violine ad libitum (Bologna, 1684)
- 2 Sonate für Violoncello und Basso continuo
- Ricercari für Violoncello solo, Canone für 2 Violoncelli, Ricercari für Violoncello und Basso continuo (1689)
- 6 Sonate à 4 e 5 für eine oder zwei Trompeten und Streicher
- Sonata IV in Sonate a tre di vari autori (Bologna, um 1700)
- Sonata in Sonate per violino in parti (London, 1704)
- Concerto für 4 Violinen
- 7 Sonate per istromenti

### Weitere Vokalmusik
- Ave maris stella für 4 Stimmen und Instrumente
- Chirie et Gloria für 5 Stimmen und Instrumente (1683)
- 2 Confitebor für 3 Stimmen und Instrumente (1687 und 1689)
- Domine ad adiuvandum für 5 Stimmen und Instrumente (1685)
- Iste confessor für 2 Stimmen und Instrumente (1681)
- Laudate pueri für 3 Stimmen und Instrumente (1688)
- Accurrite Tartarei spiritus für 2 Stimmen und Instrumente
- Nisi Dominus für 3 Stimmen und Instrumente
- 39 Ariette a voci diverse e duettino con basso continuo (Lucca, 1687)
- 2 Ariette für Solostimme und Basso continuo
- Kantate Stanco di più soffrirti in Melpomene coronata da Felsina (Bologna, 1685)
- Vexillum pacis in Motetti sagri a voce sola con istrumenti (Bologna)